# Sarreaus
Sarreaus és un municipi de la província d'Ourense a Galícia. Pertany a la Comarca da Limia.
| 3.640 | 3.673 | 4.163 | 4.269 | 1.800 |
| Fonts: INE i IGE (Els criteris de registre censal variaren i les dades de l'INE i de l'IGE poden no coincidir.) |       |       |       |       |